# Pásztory Zoltán

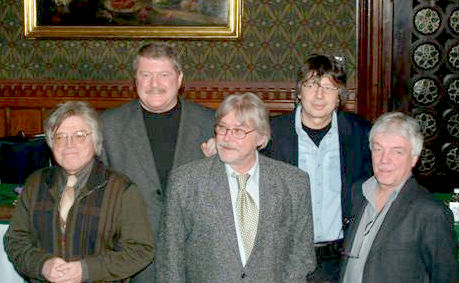
Az Illés-együttes tagjai 2000-ben (első sor b-j: Szörényi Levente, Illés Lajos, Szörényi Szabolcs; hátsó sor: Pásztory Zoltán, Bródy János)

Pásztory Zoltán (Mosonmagyaróvár, 1944. október 31. – Budapest, 2005. május 1.) magyar dobos, az Illés együttes dobosa. 2000-ben csoportos Kossuth-díjat kapott az Illés-együttessel.

## Pályafutása
Pásztory Zoltán és Sigmond Edit gyermekeként született.
Konzervatóriumot végzett.
Zenei pályájának kezdetén a KISZ Művész Együttesben, illetve a Fővárosi Operettszínházban volt zenész. 1965-ben került az Illés-együttesbe dobosként. 1974-ben az NSZK-ban, Lindauban kapott szerződést. 1987-ben egy lindaui szállodában dolgozott. 1989-től a weißensbergi Golfhotel Bodensee menedzsere volt.

## Magánélete
Első felesége Endrődi Katalin válogatott tornász volt. Második felesége Dominique Girault volt, akivel 1982-ben házasodtak össze és akitől egy lánya született, Linda Dominique (1986).

## Díjai
- Csoportos Kossuth-díj (2000)